# 畅销PlayStation Portable游戏列表

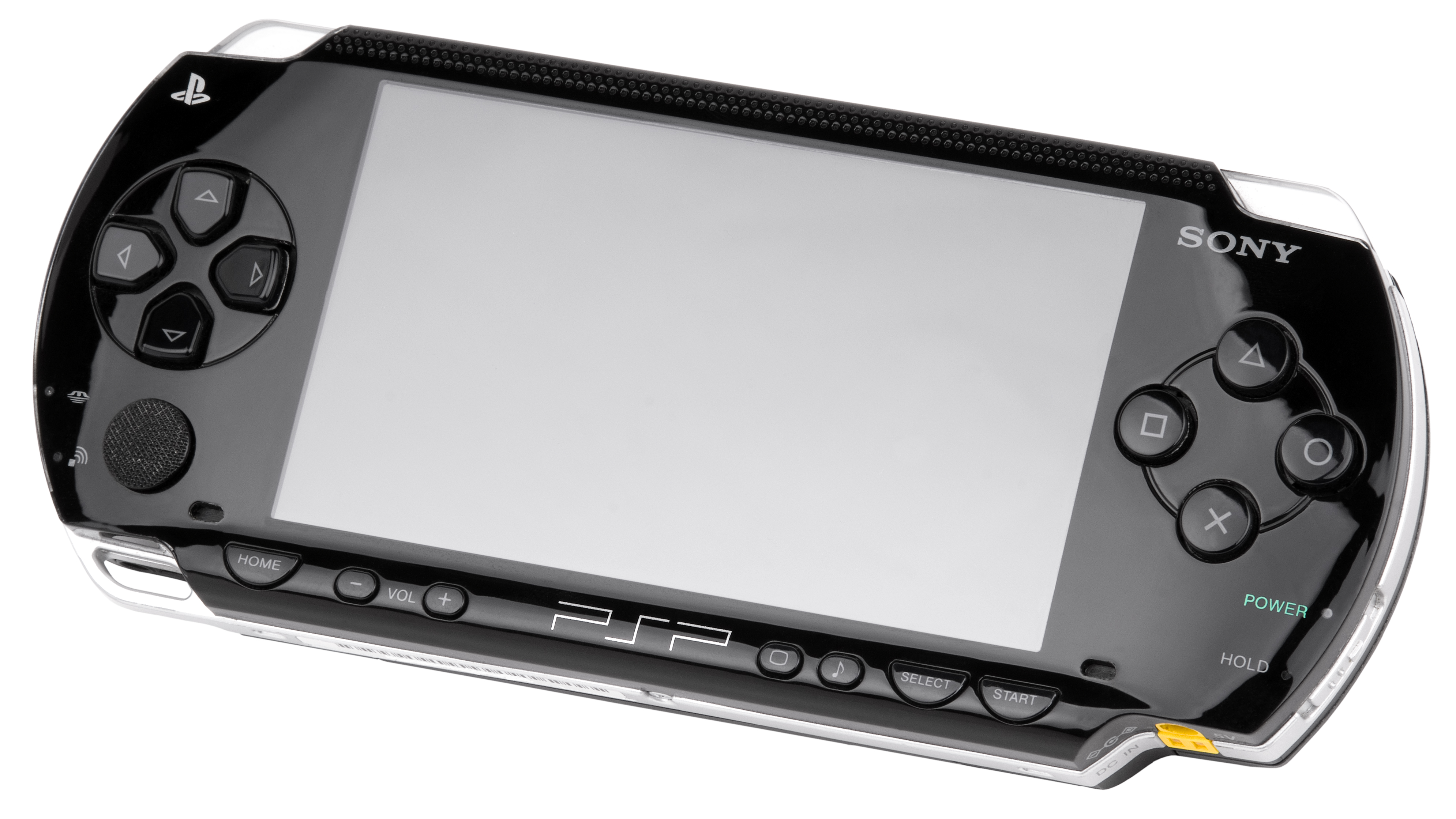
PlayStation Portable

已售出或出货至少100万份的PlayStation Portable游戏。截止2012年3月31日，PlayStation Portable游戏总计售出3.302亿。

## 列表
- GT赛车（422万）[2]
- 魔物獵人攜帶版3rd（日本市场412万）[3]
- 战神：奥林匹斯之链（3,264,178：北美及拉丁美洲市场1,748,663，PAL区1,399,293，日本市场及SCE Asia地区136,478）[4]
- 魔物獵人攜帶版2nd G（310万，[5]出货350万）[6]
- 俠盜獵車手：自由城故事（约2,725,507：北美市场200万[7]，日本市场125,507[8]，英国市场60万）[9]
- 核心危機 -最終幻想VII-（约259万：日本市场83万，北美市场71万[10][11]，欧洲市场55万）[11]
- 达斯特（英语：Daxter (video game)）（230万）[12]
- 魔物獵人攜帶版2nd（230万）[5]
- 王國之心 夢中降生（191万）[13]
- 最終幻想 紛爭（181万）[14]
- 极速快感：全民公敌 5-1-0（约132万：北美市场110万[7]，欧洲市场20万[15]，日本市场27,151）[8]
- 湾岸午夜俱乐部3：DUB版（英语：Midnight Club 3: DUB Edition）（约130万：美国市场110万[7]，英国市场20万）[15]
- 魔物獵人攜帶版（120万）[5]
- 戰神：斯巴達的亡魂（约1,196,626：北美及拉丁美洲市场530,815，PAL区605,382，日本市场及SCE Asia地区60,429）[4]
- 俠盜獵車手：罪惡城市傳奇（约113万：美国市场95万[7]，英国市场10万[16]，日本市场80,420）[8]
- 大众高尔夫携带版（英语：Everybody's Golf Portable）（100万）[17]
- 鐵拳5：闇黑復甦（100万）[18]
- 反重力赛车（英语：Wipeout Pure）（100万）[19]